# Сатурн (награда)
Вижте пояснителната страница за други значения на Сатурн.
Наградата „Сатурн“ (на английски: Saturn Award) се връчва ежегодно от Академията за научнофантастични, фентъзи и хорър филми (Academy of Science Fiction, Fantasy & Horror Films) в САЩ.
Първите конкурси за награди „Сатурн“ са проведени през 1972 г.

## Категории

### Специални награди
- Награда на името на Джордж Пал
- Сатурн за цялостен принос
- Президентска награда

### Кино
- Най-добър научнофантастичен филм
- Най-добър фентъзи филм
- Най-добър хорър филм
- Най-добър екшън или приключенски филм
- Най-добър анимационен филм
- Най-добър международен филм
- Най-добър режисьор
- Най-добър актьор
- Най-добра актриса
- Най-добър актьор в поддържаща роля
- Най-добра актриса в поддържаща роля
- Най-добър млад актьор
- Най-добър сценарий
- Най-добра музика
- Най-добър грим
- Най-добри костюми
- Най-добри специални визуални ефекти
- Най-добър дизайн на продукция
- Най-добър монтаж

### Телевизия
- Най-добър телевизионен актьор
- Най-добра телевизионна актриса
- Най-добър телевизионен актьор в поддържаща роля
- Най-добра телевизионна актриса в поддържаща роля